# Уокон
Уокон (на английски: Woccon) е малко северноамериканско индианско племе, което през 17 век живее северно от река Нюс, главно около Ует Суомп Крийк и Контентнеа Крийк в Северна Каролина. Има много малко данни за това племе. За първи път се споменават от Уилям Хилтън през 1662 г. През 1670 г. ги посещава Джон Ледерер. Всичко, което е известно за тях идва от Джон Лоусън, който ги посещава през 1701 г. Лоусън успява да запише около 150 думи от езика им, въз основа на които по-късно той е класифициран към Сиукското езиково семейство и е тясно свързан с езика на катоба. През 1710 г. уокон живеят близо до племето тускарора в две села – Юпуоремо и Тууптатмиир и имат 120 войни или около 600 души. През 1711 г. се присъединяват към тускарора във войната им срещу колонистите. В резултат на това, племето е почти унищожено. Някои учени смятат, че част от оцелелите последват тускарора на север при ирокезите, а друга част бяга на юг до езерото Уакамо, където стават известни като племето уакамо. Други учени твърдят, че не уакамо произлизат от уокон, а обратното. По-разпространената хипотеза е първото твърдение, тъй като уокон изчезват след Войната тускарора през 1715 г., точно когато за първи път се споменава племето уакамо.